# بو هانسن
بو هانسن (بالدنماركية: Bo Hansen)‏ (16 يونيو 1972 الدنمارك - ) هو لاعب كرة قدم دانمركي يلعب كمهاجم.

## روابط خارجية
- بو هانسن على موقع قاعدة بيانات كرة القدم.إي يو (الإنجليزية)
- بو هانسن على موقع ناشيونال فوتبول تيمز (الإنجليزية)
- بو هانسن على موقع Soccerbase.com (لاعب) (الإنجليزية)
- بو هانسن على موقع عالم كرة القدم.نت (الإنجليزية)